# Sosticus californicus
Espèce
Sosticus californicus est une espèce d'araignées aranéomorphes de la famille des Gnaphosidae.

## Distribution
Cette espèce est endémique de Californie aux États-Unis,. Elle se rencontre dans le comté de Madera.

## Description
Le mâle holotype mesure 5,02 mm et la femelle paratype 5,44 mm. 

## Étymologie
Son nom d'espèce lui a été donné en référence au lieu de sa découverte, la Californie.

## Publication originale
- Platnick & Shadab, 1976 : A revision of the spider genera Rachodrassus, Sosticus, and Scopodes (Araneae, Gnaphosidae) in North America. American Museum novitates, no 2594, p. 1-33 (texte intégral).